# Zona indomalaia
Indomalaia és una de les vuit ecozones terrestres del planeta. S'estén a través de la major part d'Àsia del Sud i del sud-est d'Àsia i del sud de l'Àsia oriental.
Anteriorment es coneixia en biogeografia com regió oriental. L'ecozona indomalaia s'estén des de l'Afganistan i Pakistan al subcontinent indi i del sud-est d'Àsia a les terres baixes del sud de la Xina, a través d'Indonèsia fins a l'illa de Java, Bali, i Borneo, a l'est de la qual es troba la Línia Wallace, que fa de frontera de l'ecozona i separa Indomalaia de l'ecozona d'Australasia. Indomalaia també inclou les Filipines, terres baixes de Taiwan, i les illes japoneses de Ryukyu.

## Principals regions ecològiques
- Subcontinent Indi.
- Indoxina
- Sunda i les Filipines